# 北史
『北史』（ほくし）は、中国の北朝について書かれた歴史書。李大師により編纂が開始され、その子の李延寿によって完成された。二十四史の一つ。
全100巻で、本紀12巻、列伝88巻の構成となっている。
南北朝時代（439年 - 589年）の北朝にあたる王朝、北魏・西魏・東魏・北斉・北周・隋の歴史を記している。詔令や上奏文の多くを削って叙事に重きを置き、記述の総量は断代史である『魏書』・『北斉書』・『周書』・『隋書』を合わせた分量の半分ほどであるが、断代史の4書に見られない記述も少なくない。特に『魏書』の記さなかった西魏の人物についての増補部分が大きい。

## 内容

### 本紀
1. 魏本紀第一 - 太祖道武帝・太宗明元帝
2. 魏本紀第二 - 世祖太武帝・恭宗景穆帝・高宗文成帝・顕祖献文帝
3. 魏本紀第三 - 高祖孝文帝
4. 魏本紀第四 - 世宗宣武帝・粛宗孝明帝
5. 魏本紀第五 - 敬宗孝荘帝・節閔帝・廃帝・孝武帝・西魏文帝・西魏廃帝・西魏恭帝・東魏孝静帝
6. 斉本紀上第六 - 高祖神武帝・世宗文襄帝
7. 斉本紀中第七 - 顕祖文宣帝・廃帝・孝昭帝
8. 斉本紀下第八 - 世祖武成帝・後主・幼主
9. 周本紀上第九 - 太祖文帝・孝閔帝・世宗明帝
10. 周本紀下第十 - 高祖武帝・宣帝・静帝
11. 隋本紀上第十一 - 高祖文帝
12. 隋本紀下第十二 - 煬帝・恭帝

### 列伝
1. 列伝第一 后妃上 - 魏神元皇后竇氏・文帝皇后封氏・桓皇后惟氏・平文皇后王氏・昭成皇后慕容氏・献明皇后賀氏・道武皇后慕容氏・道武宣穆皇后劉氏・明元昭哀皇后姚氏・明元密皇后杜氏・太武皇后赫連氏・太武敬哀皇后賀氏・景穆恭皇后郁久閭氏・文成文明皇后馮氏・文成元皇后李氏・献文思皇后李氏・孝文貞皇后林氏・孝文廃皇后馮氏・孝文幽皇后馮氏・孝文昭皇后高氏・宣武順皇后于氏・宣武皇后高氏・宣武霊皇后胡氏・孝明皇后胡氏・孝武皇后高氏・文帝乙弗皇后・文帝悼皇后郁久閭氏・廃帝皇后宇文氏・恭帝皇后若干氏・孝静皇后高氏
2. 列伝第二 后妃下 - 斉武明皇后婁氏・文襄敬皇后元氏・文宣皇后李氏・孝昭皇后元氏・武成皇后胡氏・後主皇后斛律氏・後主皇后胡氏・後主皇后穆氏・周文皇后元氏・文宣皇后叱奴氏・孝閔皇后元氏・明敬皇后独孤氏・武成皇后阿史那氏・武皇后李氏・宣皇后楊氏・宣皇后朱氏・宣皇后陳氏・宣皇后元氏・宣皇后尉遅氏・静皇后司馬氏・隋文献皇后独孤氏・宣華夫人陳氏・容華夫人蔡氏・煬愍皇后蕭氏
3. 列伝第三 魏諸宗室 -
4. 列伝第四 道武七王・明元六王・太武五王 -
5. 列伝第五 景穆十二王上 - 拓跋新成・拓跋子推・拓跋小新成・拓跋天賜・拓跋万寿・拓跋洛侯
6. 列伝第六 景穆十二王下 - 拓跋雲・拓跋楨・拓跋長寿・拓跋太洛・拓跋胡児・拓跋休
7. 列伝第七 文成五王・献文六王・孝文六王 -
8. 列伝第八 - 衛操・莫含・劉庫仁・尉古真・穆崇・奚斤・叔孫建・安同・庾岳・王建・羅結・楼伏連・閭大肥・奚牧・和跋・莫題・賀狄干・李栗・奚眷
9. 列伝第九 - 燕鳳・許謙・崔宏・張袞・鄧彦海
10. 列伝第十 - 長孫嵩・長孫道生・長孫肥
11. 列伝第十一 - 于栗磾
12. 列伝第十二 - 崔逞・王憲・封懿
13. 列伝第十三 - 古弼・張黎・劉潔・丘堆・娥清・伊馛・乙瓌・周幾・豆代田・車伊洛・王洛児・車路頭・盧魯元・陳建・来大干・宿石・万安国・周観・尉撥・陸真・呂洛抜・薛彪子・尉元・慕容白曜・和其奴・苟頽・宇文福
14. 列伝第十四 - 宋隠・許彦・刁雍・辛紹先・韋閬・杜銓
15. 列伝第十五 - 屈遵・張蒲・谷渾・公孫表・張済・李先・賈彝・竇瑾・李訢・韓延之・袁式・毛脩之・唐和・寇讃・酈範・韓秀・堯暄・柳崇
16. 列伝第十六 - 陸俟・源賀・劉尼・薛提
17. 列伝第十七 - 司馬休之・司馬楚之・劉昶・蕭宝寅・蕭正表・蕭祗・蕭退・蕭泰・蕭撝・蕭円粛・蕭大圜
18. 列伝第十八 - 盧玄・盧柔・盧観・盧同・盧誕
19. 列伝第十九 - 高允・高祐・盧曹
20. 列伝第二十 - 崔鑑・崔弁・崔挺
21. 列伝第二十一 - 李霊・李順・李孝伯・李裔・李義深
22. 列伝第二十二 - 游雅・高閭・趙逸・胡叟・胡方回・張湛・段承根・闞駰・劉延明・趙柔・索敞・宋繇・江式
23. 列伝第二十三 - 王慧龍・王劭・鄭羲・鄭述祖・鄭道邕・鄭訳・鄭偉
24. 列伝第二十四 - 薛弁・薛端・薛冑・薛濬・薛聡・薛孝通・薛道衡・薛善・薛慎・薛寘・薛憕
25. 列伝第二十五 - 韓茂・皮豹子・封敕文・呂羅漢・孔伯恭・田益宗・孟表・奚康生・楊大眼・崔延伯・李叔仁
26. 列伝第二十六 - 裴駿・裴延儁・裴佗・裴果・裴寛・裴侠・裴文挙・裴仁基
27. 列伝第二十七 - 薛安都・劉休賓・房法寿・畢衆敬・羊祉
28. 列伝第二十八 - 韓麒麟・程駿・李彪・高道悦・甄琛・張纂・高聡
29. 列伝第二十九 - 楊播・楊侃・楊椿・楊昱・楊津・楊愔・楊旉・楊素・楊玄感・楊約・楊寛
30. 列伝第三十 - 王粛・劉芳・常爽
31. 列伝第三十一 - 郭祚・張彝・邢巒・李崇・李平
32. 列伝第三十二 - 崔光・崔劼・崔鴻・崔亮・崔光韶・崔道固
33. 列伝第三十三 - 裴叔業・夏侯道遷・李元護・席法友・王世弼・江悦之・淳于誕・沈文秀・張讜・李苗・劉藻・傅永・傅豎眼・張烈・李叔彪・路恃慶・房亮・曹世表・潘永基・朱元旭
34. 列伝第三十四 - 孫紹・張普恵・成淹・范紹・劉桃符・鹿悆・張燿・劉道斌・董紹・馮元興
35. 列伝第三十五 - 袁翻・陽尼・賈思伯・祖瑩
36. 列伝第三十六 - 爾朱栄・爾朱文暢・爾朱文略・爾朱兆・爾朱彦伯・爾朱敞・爾朱仲遠・爾朱世隆・爾朱度律・爾朱天光
37. 列伝第三十七 - 朱瑞・叱列延慶・斛斯椿・賈顕度・樊子鵠・侯深・賀抜允・侯莫陳悦・念賢・梁覧・雷紹・毛遐・乙弗朗
38. 列伝第三十八 - 辛雄・楊機・高道穆・綦儁・山偉・宇文忠之・費穆・孟威
39. 列伝第三十九 斉宗室諸王上 - 趙郡王琛・清河王岳・広平公盛・陽州公永楽・襄楽王顕国・上洛王思宗・平秦王帰彦・長楽太守霊山・永安簡平王浚・平陽靖翼王淹・彭城景思王浟・上党剛粛王渙・襄城景王淯・任城王湝・高陽康穆王湜・博陵文簡王済・華山王𤁒・馮翊王潤・漢陽敬懐王洽
40. 列伝第四十 斉宗室諸王下 - 河南王孝瑜・広寧王孝珩・河間王孝琬・蘭陵王長恭・安徳王延宗・漁陽王紹信・太原王紹徳・范陽王紹義・西河王紹仁・隴西王紹廉・楽陵王百年・汝南王彦理・南陽王綽・琅邪王儼・斉安王廓・東平王恪
41. 列伝第四十一 - 万俟普・可朱渾元・劉豊・破六韓常・金祚・劉貴・蔡儁・韓賢・尉長命・王懐・任祥・莫多婁貸文・厙狄迴洛・厙狄盛・張保洛・侯莫陳相・薛孤延・斛律羌挙・張瓊・宋顕・王則・慕容紹宗・叱列平・歩大汗薩・薛修義・慕容儼・潘楽・彭楽・暴顕・皮景和・綦連猛・元景安・独孤永業・鮮于世栄・傅伏
42. 列伝第四十二 - 孫騰・高隆之・司馬子如・竇泰・尉景・婁昭・厙狄干・韓軌・段栄・斛律金
43. 列伝第四十三 - 孫搴・陳元康・杜弼・房謨・張纂・張亮・張曜・王峻・王紘・敬顕儁・平鑑・唐邕・白建・元文遙・趙彦深・赫連子悦・馮子琮・郎基
44. 列伝第四十四 - 魏収・魏長賢・魏季景・魏蘭根
45. 列伝第四十五 周宗室 - 邵恵公顥・杞簡公連・莒荘公洛生・虞国公仲・広川公測・東平公神挙
46. 列伝第四十六 周室諸王 - 宋献公震・衛剌王直・斉煬王憲・趙僭王招・譙孝王倹・陳惑王純・越野王盛・代奰王達・冀康公通・滕聞王逌・紀厲王康・畢剌王賢・酆王貞・漢王賛・萊王衎
47. 列伝第四十七 - 寇洛・趙貴・李賢・梁禦
48. 列伝第四十八 - 李弼・宇文貴・侯莫陳崇・王雄
49. 列伝第四十九 - 王盟・独孤信・竇熾・賀蘭祥・叱列伏亀・閻慶・史寧・権景宣
50. 列伝第五十 - 王羆・王思政・尉遅迥・王軌
51. 列伝第五十一 - 周恵達・馮景・蘇綽
52. 列伝第五十二 - 韋孝寛・韋瑱・柳虯
53. 列伝第五十三 - 達奚武・若干恵・怡峯・劉亮・王徳・赫連達・韓果・蔡祐・常善・辛威・厙狄昌・梁椿・梁台・田弘
54. 列伝第五十四 - 王傑・王勇・宇文虬・耿豪・高琳・李和・伊婁穆・達奚寔・劉雄・侯植・李延孫・韋祐・陳欣・魏玄・泉企・李遷哲・楊乾運・扶猛・陽雄・席固・任果
55. 列伝第五十五 - 崔彦穆・楊纂・段永・令狐整・唐永・柳敏・王士良
56. 列伝第五十六 - 豆盧寧・楊紹・王雅・韓雄・賀若敦
57. 列伝第五十七 - 申徽・陸通・厙狄峙・楊薦・王慶・趙剛・趙昶・王悦・趙文表・元定・楊𢷋
58. 列伝第五十八 - 韓褒・趙粛・張軌・李彦・郭彦・梁昕・皇甫璠・辛慶之・王子直・杜杲・呂思礼・徐招・檀翥・孟信・宗懍・劉璠・柳遐
59. 列伝第五十九 隋宗室諸王 - 蔡景王整・滕穆王瓚・道宣王嵩・衛昭王爽・河間王弘・義城公処綱・離石太守子崇・房陵王勇・秦王俊・庶人秀・庶人諒・元徳太子昭・斉王暕・趙王杲
60. 列伝第六十 - 高熲・牛弘・李徳林
61. 列伝第六十一 - 梁士彦・元諧・虞慶則・元冑・達奚長儒・賀婁子幹・史万歳・劉方・杜彦・周搖・独孤楷・乞伏慧・張威・和洪・陰寿・楊義臣
62. 列伝第六十二 - 劉昉・柳裘・皇甫績・郭衍・張衡・楊汪・裴蘊・袁充・李雄
63. 列伝第六十三 - 趙煚・趙芬・王韶・元巌・宇文㢸・伊婁謙・李円通・郭栄・龐晃・李安・楊尚希・張煚・蘇孝慈・元寿
64. 列伝第六十四 - 段文振・来護児・樊子蓋・周羅睺・周法尚・衛玄・劉権・李景・薛世雄
65. 列伝第六十五 - 裴政・李諤・鮑宏・高構・栄毗・陸知命・梁毗・柳彧・趙綽・杜整
66. 列伝第六十六 - 張定和・張奫・麦鉄杖・権武・王仁恭・吐万緒・董純・魚倶羅・王辯・陳稜・趙才
67. 列伝第六十七 - 宇文述・王世充
68. 列伝第六十八 外戚 - 賀訥・姚黄眉・杜超・賀迷・閭毗・馮熙・李恵・高肇・胡国珍・楊騰・乙弗絵・趙猛・胡長仁・隋文帝外家呂氏
69. 列伝第六十九 儒林上 - 梁越・盧丑・張偉・梁祚・平恒・陳奇・劉献之・張吾貴・劉蘭・孫恵蔚・馬子結・石曜・徐遵明・董徴・李業興・李鉉・馮偉・張買奴・劉軌思・鮑季詳・邢峙・劉昼・馬敬徳・張景仁・権会・張思伯・張彫武・郭遵
70. 列伝第七十 儒林下 - 沈重・樊深・熊安生・楽遜・黎景熙・冀儁・趙文深・辛彦之・何妥・元善・房暉遠・馬光・劉焯・劉炫・王孝籍
71. 列伝第七十一 文苑 - 温子昇・荀済・祖鴻勲・李広・樊遜・荀士遜・王褒・庾信・顔之推・虞世基・柳䛒・許善心・李文博・明克譲・劉臻・諸葛潁・王貞・虞綽・王冑・庾自直・潘徽
72. 列伝第七十二 孝行 - 長孫慮・乞伏保・孫益徳・董洛生・楊引・閻元明・呉悉達・王続生・李顕達・倉跋・張昇・王崇・郭文恭・荊可・秦族・皇甫遐・張元・王頒・楊慶・田翼・紐因・劉仕儁・翟普林・華秋・徐孝粛
73. 列伝第七十三 節義 - 于什門・段進・石文徳・汲固・王玄威・婁提・劉渇侯・朱長生・馬八龍・門文愛・晁清・劉侯仁・石祖興・邵洪哲・王栄世・胡小彪・孫道登・李几・張安祖・王閭・郭琰・沓龍超・乙速孤仏保・李棠・杜叔毗・劉弘・游元・張須陁・楊善会・盧楚・劉子翊・堯君素・陳孝意・張季珣・杜松贇・郭世儁・郎方貴
74. 列伝第七十四 循吏 - 張膺・路邕・閻慶胤・明亮・杜纂・竇瑗・蘇淑・張華原・孟業・蘇瓊・路去病・梁彦光・樊叔略・公孫景茂・辛公義・柳倹・劉曠・王伽・魏徳深
75. 列伝第七十五 酷吏 - 于洛侯・胡泥・李洪之・張赦提・崔暹・邸珍・田式・燕栄・元弘嗣・王文同
76. 列伝第七十六 隠逸 - 眭夸・馮亮・鄭脩・崔廓・徐則・張文詡
77. 列伝第七十七 芸術上 - 晁崇・張深・殷紹・王早・耿玄・劉霊助・李順興・檀特師・由吾道栄・顔悪頭・王春・信都芳・宋景業・許遵・呉遵世・趙輔和・皇甫玉・解法選・魏寧・綦毋懐文・張子信・陸法和・蔣昇・強練・庾季才・盧太翼・耿詢・来和・蕭吉・楊伯醜・臨孝恭・劉祐・張冑玄
78. 列伝第七十八 芸術下 - 周澹・李脩・徐謇・王顕・馬嗣明・姚僧垣・褚該・許智蔵・万宝常・蔣少游・何稠
79. 列伝第七十九 列女 - 魏崔覧妻封氏・封卓妻劉氏・魏溥妻房氏・胡長命妻張氏・平原女子孫氏・房愛親妻崔氏・涇州貞女児氏・姚氏婦楊氏・張洪祁妻劉氏・董景起妻張氏・陽尼妻高氏・史映周妻耿氏・任城国太妃孟氏・苟金龍妻劉氏・貞孝女宗・河東姚氏女・刁思遵妻魯氏・西魏孫道温妻趙氏・孫神妻陳氏・隋蘭陵公主・南陽公主・襄城王恪妃・華陽王楷妃・譙国夫人洗氏・鄭善果母崔氏・孝女王舜・韓覬妻于氏・陸譲母馮氏・劉昶女・鍾士雄母蔣氏・孝婦覃氏・元務光母盧氏・裴倫妻柳氏・趙元楷妻崔氏
80. 列伝第八十 恩幸 - 王叡・王仲興・趙脩・茹皓・趙邕・侯剛・徐紇・宗愛・仇洛斉・王琚・趙黙・孫小・張宗之・劇鵬・張祐・抱嶷・王遇・苻承祖・王質・李堅・劉騰・賈粲・楊範・成軌・王温・孟欒・平季・封津・劉思逸・郭秀・和士開・穆提婆・高阿那肱・韓鳳・斉諸宦者
81. 列伝第八十一 僭偽附庸 - 夏・燕・後秦・北燕・西秦・北涼・後梁
82. 列伝第八十二 - 高麗・百済・新羅・勿吉・奚・契丹・室韋・豆莫婁・地豆干・烏洛侯・流求・倭
83. 列伝第八十三 - 蛮・獠・林邑・赤土・真臘・婆利
84. 列伝第八十四 - 氐・吐谷渾・宕昌・鄧至・党項・附国・稽胡
85. 列伝第八十五 西域 - 鄯善・于闐・高昌・焉耆・亀茲・烏孫・疏勒・悦般・破洛那・粟特・波斯・大月氏・安息・條支・大秦
86. 列伝第八十六 - 蠕蠕・匈奴宇文莫槐・徒何段就六眷・高車
87. 列伝第八十七 - 突厥・鉄勒
88. 列伝第八十八 序伝 - 涼武昭王李暠